# Hevossaari (ö i Birkaland, Tammerfors, lat 61,89, long 23,71)
Hevossaari är en ö i Finland.   Den ligger i kommunen Ylöjärvi i den ekonomiska regionen Tammerfors och landskapet Birkaland, i den södra delen av landet, 200 km norr om huvudstaden Helsingfors.